# فدراسیون فوتبال ترکمنستان
فدراسیون فوتبال ترکمنستان نهاد اداره‌کنندهٔ فوتبال در ترکمنستان است. این نهاد در سال ۱۹۹۲ پایه‌گذاری شده و اکنون عضو کنفدراسیون فوتبال آسیا است. در حال حاضر ریاست این نهاد بر عهدهٔ ارسلان آینظروف می‌باشد.